# كوجا (جاكرتا)

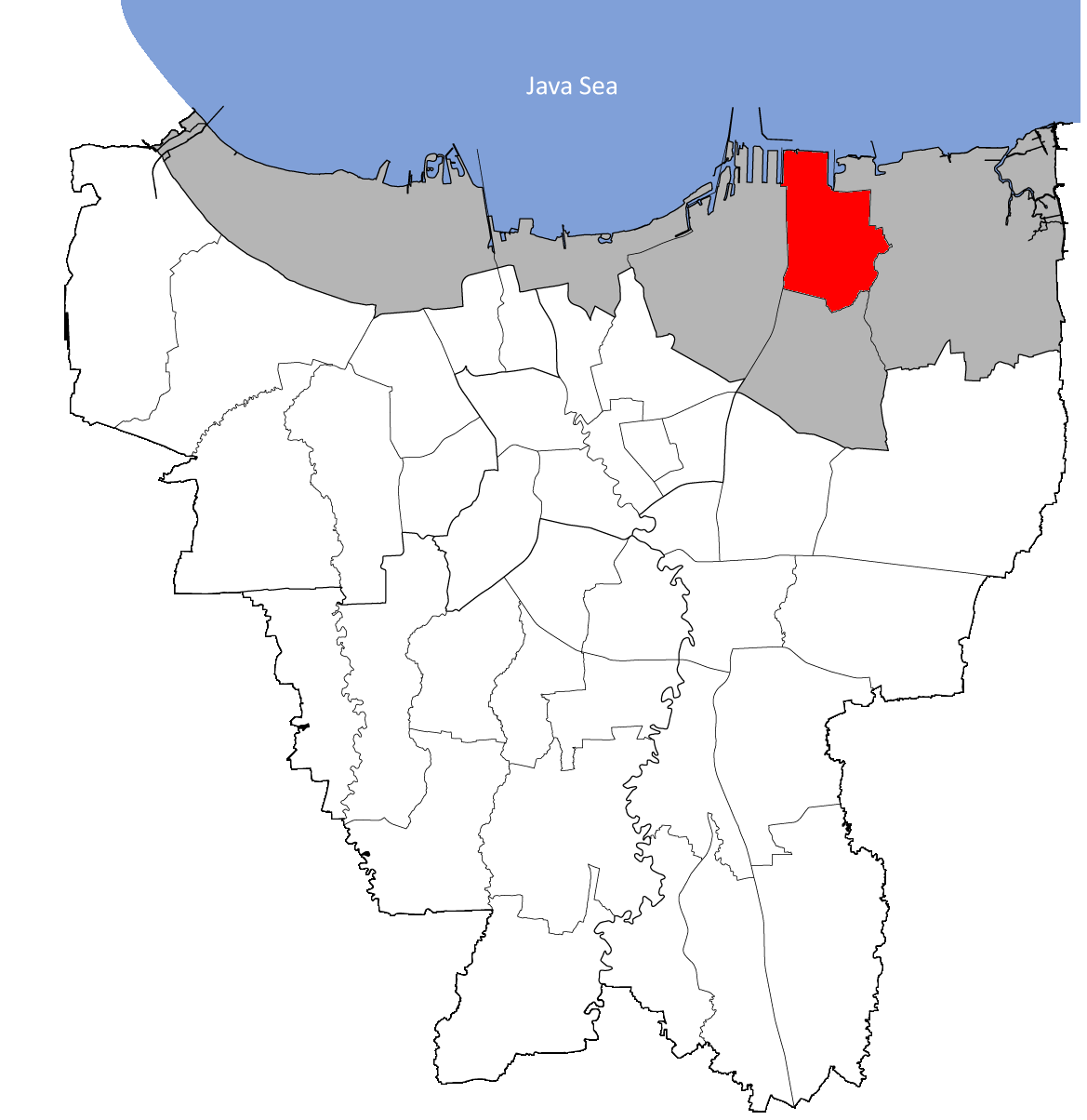

كوجا (بالإندونيسية: Koja Jakarta Utara) هي منطقة فرعية تقع في شمال جاكرتا في إندونيسيا. يُعرف موقع باسم كامبونغ توغو وهو حي تاريخي متأثر بالبرتغالية في شمال جاكرتا.
تحتوي كوجا على القسم الشرقي من ميناء تانجونج بريوك (الذي يحتوي على محطة الحاويات 1 ومحطة الحاويات 3 ومحطة كوجا للحاويات) ويعد الميناء الرئيسي في جاكارتا. تتدفق قناة سونتر إلى البحر عبر كوجا، ويقع منفذها على الحدود بين منطقة كوجا ومنطقة كلينيسينغ. حدود كوجا هي خليج جاكرتا من الشمال، ولاكسومانا يوس سودارسو تولواي من الغرب، وطريق كرامات جايا وكالي بارو وكالي كاكونغ وبيلابوهان منياك من الشرق، وكالي باتيك من الجنوب.

## التاريخ

### كامبونج توغو
في عام 1641 استولت جمهورية هولندا على ملقا من البرتغالية. تم إجلاء عدد كبير من الأشخاص من أصل برتغالي في ملقا إلى باتافيا مقر شركة الهند الشرقية الهولندية كأسرى حرب، حيث استقروا في منطقة تسمى كوجا أو كامبونج توغو.
خلال أوائل القرن الثامن عشر تم منح جزء من الأرض في ما يعرف الآن بقرية توغو الإدارية في منطقة كوجا الفرعية إلى ميلشيور ليدكر. كان ملشيور ليدكر طبيباً هولنديًا متخصص في الطب واللاهوت، وقد وُضع في باتافيا عام 1675، حيث كان في ذلك الوقت صهر الحاكم العام أبراهام فان ريبيك. تم تطوير هذه المنطقة الجديدة التي تسمى توغو، باعتبارها حيًا للعبيد المحررين المعروفين باسم شعب مارديكر. هذه المنطقة التي تسمى الآن كامبونج توغو هي أقدم حي مسيحي في غرب إندونيسيا. يعود تاريخ العديد من المباني في هذا الحي إلى القرن السابع عشر، مثل كنيسة توغو التي يُعتقد أنها بنيت بين عامي 1676 وعام 1678.
لا يزال الحي موجودًا اليوم، ويحتفظ بثقافته المميزة الخاصة بجاكرتا، مثل النمط الموسيقي المتأثر بالبرتغالية كورونكونغ توغو الذي يتحدث بلغة بابيا توغو المنقرضة.

### حي كرامات تونغاك الضوء الأحمر
في عام 1972 تم إنشاء مقاطعة ذات إضاءة حمراء تُعرف باسم كرامات تونغاك (يُشار إليها اختصارًا باسم كرامتونغ) في قرية شمال توغو الإدارية بموجب سياسة حاكم جاكرتا آنذاك علي صادقين «لتوطين» البغايا في المنطقة في مجمع واحد. على مساحة 109.435 متر مربع واجه المجمع معارضة من المجتمع المسلم المحلي. وفر المجمع العمل لحوالي 3.000 من المومسات وقدم الفحوصات الصحية والعيادات والواقي الذكري. في عام 1998 بعد سقوط الرئيس سوهارتو قرر حاكم جاكرتا سوتيوسو إغلاق منطقة الضوء الأحمر. تم إغلاق المجمع بأكمله رسميًا في 31 ديسمبر 1999. قال سوتيوسو إن الإغلاق كان إشارة من الله. قال: «لقد تم تذكيرنا بأن هذا خطأ ويجب أن نعود إلى المسار الصحيح». في وقت الإغلاق احتوى المجمع على 277 بيت دعارة، مع 1.615 عاهرة تحت إشراف 258 من مربي بيوت الدعارة. تم تزويد بعض المشتغلات بالجنس في وقت لاحق بالتدريب للحصول على وظائف جديدة، لكن الكثير منهم انتقلوا ببساطة لممارسة مهنتهم في الشوارع أو بيوت الدعارة على بعد بضعة كيلومترات إلى الشمال.
في عام 2002 تم إنشاء مركز تعليمي إسلامي يدعى مركز جاكرتا الإسلامي في موقع حي الضوء الأحمر السابق. اكتمل في عام 2003 ويغطي مساحة 7 هكتارات، ويحتوي المركز على مسجد بمساحة 6000 متر مربع ومكان للتعلم الإسلامي.

## قرية كيلورهان الإدارية
تنقسم منطقة بنجارينغان الفرعية إلى سبعة كيلوراهان («القرى الإدارية»):
- شمال كوجا - كود المنطقة 14210.
- جنوب كوجا - كود المنطقة 14220.
- راوا باداق أوتارا - كود المنطقة 14230.
- راوا باداق سلطان - كود المنطقة 14230.
- شمال توغو - كود المنطقة 14260.
- جنوب توغو - كود المنطقة 14260.
- لاجوا - كود المنطقة 14270.
- وارليكو - كود المنطقة 69.

## الأماكن الهامة
- مركز جاكرتا الإسلامي (تم بناؤه على منطقة حي كرامات تونغاك الضوء الأحمر السابقة).
- استاد راوا بادك.
- كنيسة توغو.
- رحمة نوفل عثمان.